# Vuelta al Lago Qinghai
La Vuelta al Lago Qinghai (oficialmente: Tour of Magnificient Qinghai) es una carrera ciclista profesional por etapas que se disputa en la provincia china de Qinghai, alrededor del lago homónimo, en el mes de julio.
La carrera se disputa desde 2002 y en 2005 con la creación de los Circuitos Continentales UCI entró a formar parte del UCI Asia Tour, dentro de la categoría 2.HC. Desde el año 2021 la competencia se convirtió en una carrera de categoría 2.2. Desde 2023 forma parte de la categoría 2.Pro de la UCI ProSeries.
La prueba constaba de nueve etapas y un critérium inicial que no contaba para las clasificaciones de la vuelta hasta que desde 2012 se aumentó a 13 etapas con un día de descanso, convirtiéndose así en la cuarta vuelta con más días de competición por detrás de las Grandes Vueltas. El centro neurálgico de la prueba así como salida y llegada es la ciudad de Xining hasta que desde 2011 se estableciese el final en Lanzhou manteniéndose Xining como principio de la prueba.

## Palmarés
| Año                                                                      | Ganador            | Segundo               | Tercero            |
| ------------------------------------------------------------------------ | ------------------ | --------------------- | ------------------ |
| 2002                                                                     | Tom Danielson      | Glen Chadwick         | Xavi Tondo         |
| 2003                                                                     | Damiano Cunego     | Ghader Mizbani        | Guozhang Wang      |
| 2004                                                                     | Ryan Cox           | Ghader Mizbani        | Jeff Louder        |
| Entra a formar parte del calendario UCI Asia Tour bajo la categoría 2.HC |                    |                       |                    |
| 2005                                                                     | Martin Mareš       | Kairat Baigudinov     | Valerio Agnoli     |
| 2006                                                                     | Maarten Tjallingii | Hossein Askari        | Nacor Burgos       |
| 2007                                                                     | Gabriele Missaglia | Daniel Lloyd          | Paco Mancebo       |
| 2008                                                                     | Tyler Hamilton     | Marek Rutkiewicz      | Hossein Askari     |
| 2009                                                                     | Andréi Mizúrov     | Ghader Mizbani        | Mitja Mahorič      |
| 2010                                                                     | Hossein Askari     | Radoslav Rogina       | Kiel Reijnen       |
| 2011                                                                     | Gregor Gazvoda     | Dmitriy Gruzdev       | Mateusz Taciak     |
| 2012                                                                     | Hossein Alizadeh   | Cameron Wurf          | Giovanni Báez      |
| 2013                                                                     | Samad Poor Seiedi  | Evgeny Nepomnyachshiy | Daniil Fominykh    |
| 2014                                                                     | Mykhailo Kononenko | Thomas Vaubourzeix    | Oleksandr Polivoda |
| 2015                                                                     | Radoslav Rogina    | Hossein Alizadeh      | Francisco Colorado |
| 2016                                                                     | Serhi Lahkuti      | Matej Mugerli         | Vitaliy Buts       |
| 2017                                                                     | Yonathan Monsalve  | Mauricio Ortega       | Björn Thurau       |
| 2018                                                                     | Hernán Aguirre     | Hernando Bohórquez    | Radoslav Rogina    |
| 2019                                                                     | Robinson Chalapud  | Óscar Sevilla         | Benjamin Dyball    |
| 2020 edición suspendida Cambia a categoría 2.2 del UCI Asia Tour         |                    |                       |                    |
| 2021                                                                     | Zhishan Zhang      | Xin Peng              | Tiantian Hu        |
| 2022                                                                     | Jiankun Liu        | Zhishan Zhang         | Yu Tao Shen        |
| 2023                                                                     | Henok Mulubrhan    | Eric Fagúndez         | Davide Baldaccini  |
| 2024                                                                     | Jefferson Cepeda   | Thomas Silva          | Manuele Tarozzi    |
| 2025                                                                     |                    |                       |                    |

Nota:
- En 2014, el ganador inicial fue el ciclista kazajo Ilya Davidenok, a quien le fue anulado su triunfo en esta prueba por el uso de esteroides anabolicos.[2]

## Palmarés por países
| País            | Victorias |
| --------------- | --------- |
| Irán            | 3         |
| Italia          | 2         |
| Estados Unidos  | 2         |
| Ucrania         | 2         |
| Colombia        | 2         |
| China           | 2         |
| Eritrea         | 2         |
| Sudáfrica       | 1         |
| Países Bajos    | 1         |
| República Checa | 1         |
| Kazajistán      | 1         |
| Eslovenia       | 1         |
| Croacia         | 1         |
| Venezuela       | 1         |
| Ecuador         | 1         |